# Перетин (фільм, 2020)
Перетин — американський науково-фантастичний трилер 2020 року, сценарист і режисер Гас Голверда. Прем'єра відбулася на Бостонському науково-фантастичному кінофестивалі 12 лютого 2020 року.

## Про фільм
Раян Вінріч входить до складу команди молодих фізиків Міскатонічного університету. Група проводить передові дослідження щодо створення здатності людей посилати фізичні об'єкти у минулий час. Після початкового успіху група вирішує випробувати систему на товаришеві по команді Нейті, який гине під час транспортування через часовий портал. Поступово Раян починає розуміти, що поточні події можуть бути якимось чином пов'язані з таємничими спогадами його дитинства — коли він спостерігав дивних істот, яких ніхто інший не бачив.
Згодом з'ясовується, що вченими ретельно маніпулювали невидимі та зловісні сили з інших вимірів.

## Знімались
| Актор                   | Роль |
| ----------------------- | ---- |
| Джеймс Моррісон         |      |
| Річард Докінз           |      |
| Джейсон Спісак          |      |
| Джейк Лесі              |      |
| Лоуренс Максвелл Краусс |      |